# Johann Baptist Trappentreu

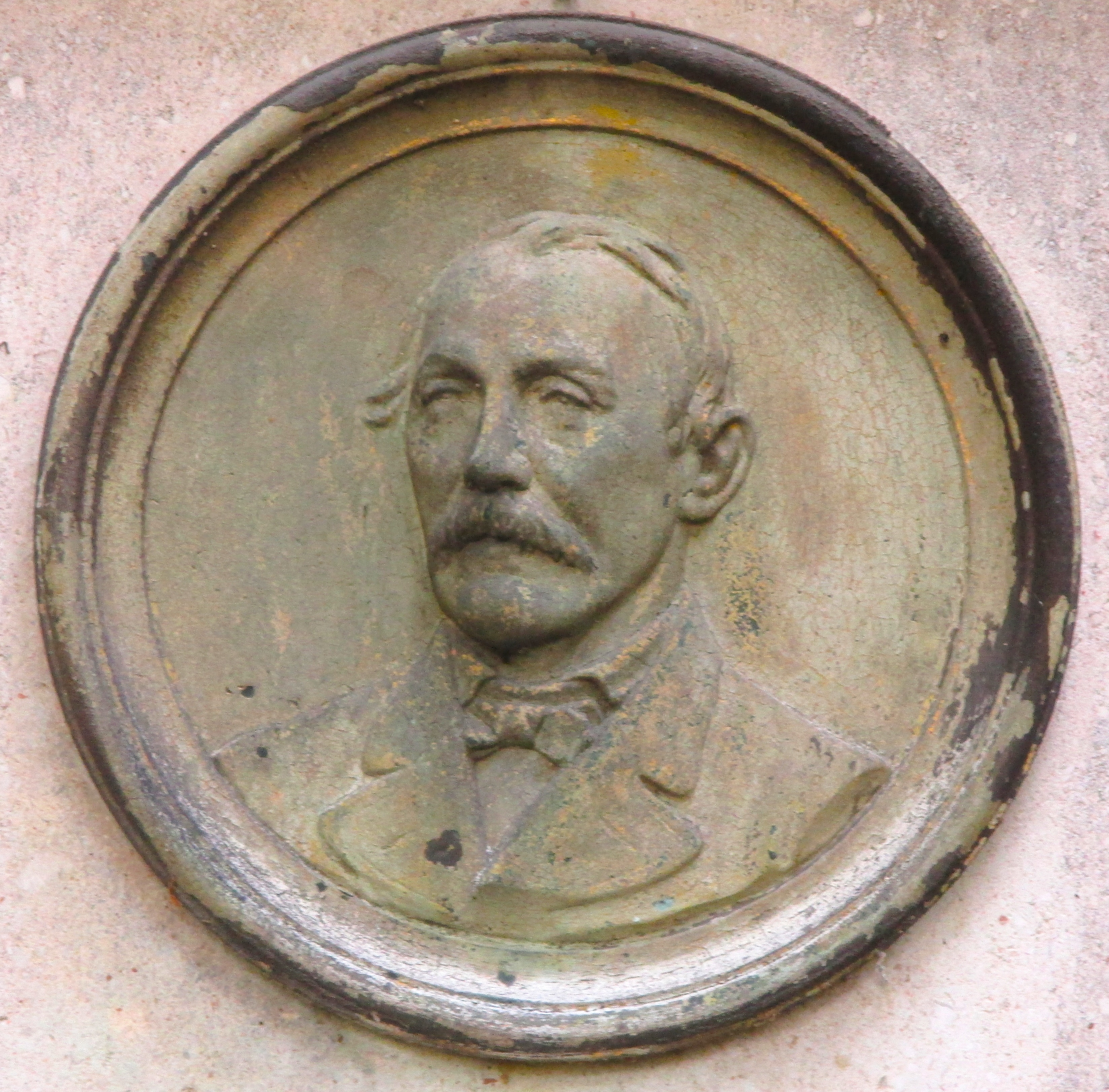
Portrait-Medaillon auf dem Grabstein von Johann Trappentreu

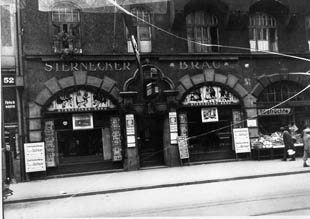
Das Sterneckerbräu 1925

Johann Baptist Trappentreu (* 1805; † 22. August 1883) war ein Münchner Bierbrauer und Wirt der Gaststätte Zum Sternecker im Tal 55 und Besitzer der Sterneckerbrauerei (später 38). Er hatte die Besitztümer 1833 von seinem Vater Kajetan Trappentreu übernommen und im selben Jahr das Bürgerrecht und eine Heiratserlaubnis erhalten. Er war mit Anna (geborene Wolf 1813–1872) verheiratet.
Er wurde für seine großzügigen Armenspenden bekannt. Da er viele Kirchenglocken stiftete, beispielsweise die Kirchenglocken für das Kloster Andechs, nannte man ihn auch Glockenmann vom Sterneckerbräu. Auch als Mäzen und Förderer der Künste war er bekannt, so gehörten die Künstler Carl Spitzweg, Wilhelm von Kaulbach und Franz von Lenbach zu seinen Stammkunden. Neben Bedürftigen in München spendete er auch nach Afrika und Palästina. Er spendete z. B. für den Bau der Kirche St. Benedikt in der Münchner Schrenkstraße.

## Grabstätte

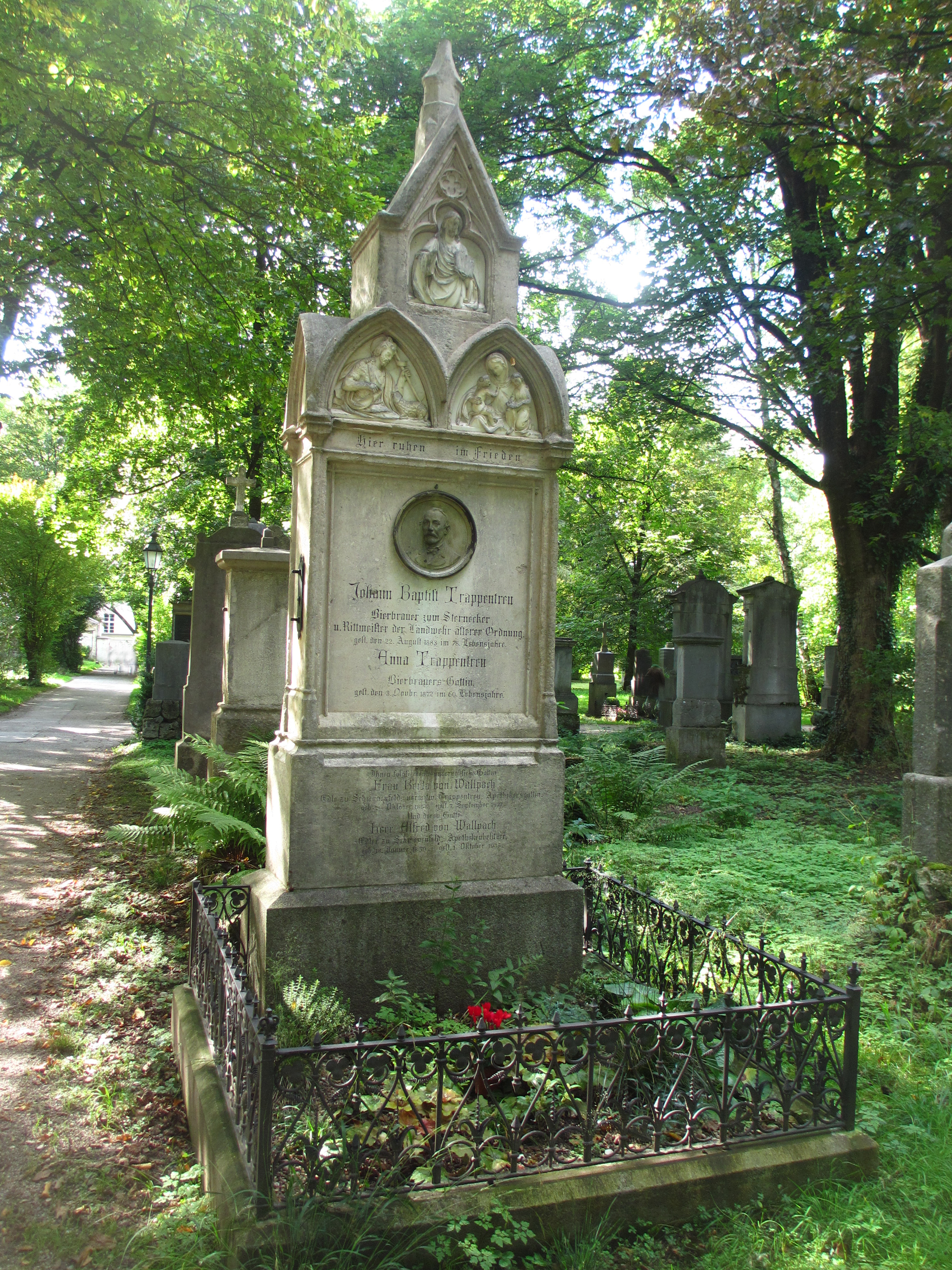
Grab von Johann Trappentreu auf dem Alten Südlichen Friedhof in München

Die Grabstätte befindet sich auf dem Alten Südlichen Friedhof in München (Gräberfeld 8 – Reihe 4 – Platz 55) Standort. Der Grabmal Entwurf stammt vom Architekten Adalbert Sickinger (1838–1920) einem Sohn des bekannten Bildhauers Anselm Sickinger (1807–1873). In dem Grab liegt auch seine Frau Anna Trappentreu, die dort als „Bierbrauers Gattin“ bezeichnet wird.

## Namensgeber für Straße und Tunnel
Nach Johann Trappentreu wurde 1897 in München im Stadtteil Schwanthalerhöhe (Stadtbezirk 8 - Schwanthalerhöhe) die Trappentreustraße Standort benannt. Unter der Trappentreustraße wurde 1980–1984 als Teil des sogenannten Mittleren Rings der Trappentreutunnel gebaut.